# Елаков, Сергей Анатольевич
Сергей Анатольевич Елаков (5 марта 1964, Омск — 25 апреля 2022) — советский и российский хоккеист, нападающий. Мастер спорта международного класса. Тренер.

## Биография
Воспитанник омского хоккея, тренер Владимир Алексеев. Начинал играть во второй лиге. Выступал за команды «Авангард» Омск (1981/82), «Металлист» Петропавловск (1981/82 — 1981/83, 1985/86 — 1986/87), СКА Новосибирск (1983/84 — 1984/85). В сезоне 1987/88 в 64 матчах набрал за «Авангард» 96 очков и вместе с командой вышел в первую лигу. Сезон 1990/91 провёл в тольяттинской «Ладе», затем вернулся в «Авангард». В сезоне 1993/94 играл за итальянский клуб «Курмаоста». В конце сезона 1995/96 перешёл в «Ладу». «Авангард» выиграл бронзовые медали,, «Лада» — золотые, но Елаков не получил ни одной. Выступал за «Рубин» Тюмень (1996/97 — 1997/98, 1999/2000), «Авангард» (1997/98 — 1998/99), «Авангард-ВДВ» (2000/01).
Провёл за «Авангард» 371 матч, забросил 129 шайб, сделал 189 передач. Лучший бомбардир команды сезонов 1987/88, 1991/92, 1992/93.
Тренер в команде «Авангард-ВДВ» (2001/02 — 2002/03) / «Омские ястребы» (2003/04 — 2004/05). Работал тренером в СК «Тополиный».
Скончался 25 апреля 2022 года.
Сын Владислав (род. 1990) — хоккеист.

## Достижения
- Победитель турнира на приз «Известий» в составе олимпийской сборной России (1992)
- Победитель Универсиады (1989), второй призёр Универсиады (1991)
- Третий призер Континентального Кубка (1999).
- Обладатель Кубка мира 2004 года среди ветеранов в составе «Газовика» в категории «35+»